# Komisariat Straży Granicznej „Piekary Śląskie”

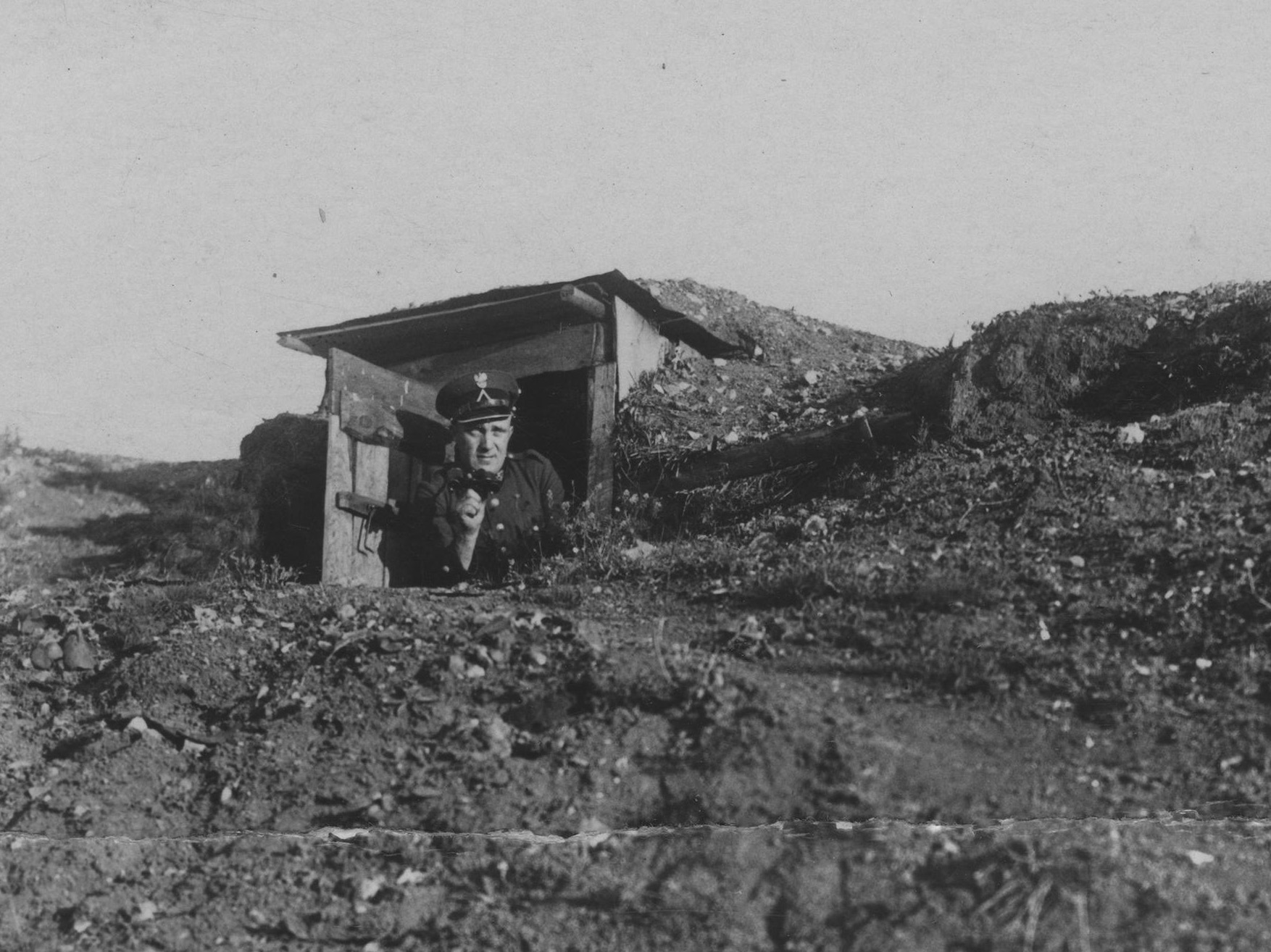
Posterunek obserwacyjny w terenie

Komisariat Straży Granicznej „Piekary Ślaskie” – jednostka organizacyjna Straży Granicznej pełniąca służbę ochronną na granicy polsko-niemieckiej w latach 1928–1939.

## Geneza
Komisariat Straży Granicznej Piekary Śląskie wywodzi się w prostej linii z komisariatu Straży Celnej Królewska Huta i komisariatu SC Tarnowskie Góry.
Komisariat SC „Królewska Huta”/„Łagiweniki”
Z dniem 15 czerwca 1922 roku komisariat SC „Królewska Huta” rozpoczął służbę ochronną na granicy polsko- niemieckiej.  Komisariat podlegał Inspektoratowi Granicznemu w Tarnowskich Górach. Z dniem 1 lipca 1923 roku komisariat podzielono na dwa odcinki. Pierwszy obejmował placówki Biały Szarlej i Maciejkowice, a drugi Łagiewniki i Chropaczów. Z dniem 1 czerwca 1924 na terenie komisariatu utworzono placówki wewnętrzne przy urzędach celnych w Katowicach, Nowym Bytomiu, Chorzowie i zagraniczny w Bytomiu, oraz placówkę rezerwową w Michałkowicach. W 1925 przeniesiono komisariat do Łagiewnik. W tym samym roku utworzono w komisariacie komórkę wywiadowczą, której kierownikiem został przodownik Stanisław Pizło.
W drugiej połowie 1927 przystąpiono do gruntownej reorganizacji Straży Celnej. W praktyce skutkowało to rozwiązaniem tej formacji granicznej.
Z dniem 15 stycznia 1928 roku komisariat Straży Celnej „Łagiewniki” został rozwiązany, a placówki „Łagiewniki” i „Chropaczów” wraz z placówkami wewnętrznymi przydzielono do komisariatu SC „Lipiny”. Placówki „Biały Szarlej” i „Maciejkowice” przekazano do nowo utworzonego komisariatu SC „Dąbrówka Wielka”. 
Organizacja komisariatu w 1922
- komenda − Królewska Huta
- placówka Straży Celnej „Biały Szarlej”[b]
- placówka Straży Celnej „Maciejkowice”[c]
- placówka Straży Celnej „Łagiewniki”
- placówka Straży Celnej „Chropaczów”

Kierownicy komisariatu SC
| stopień  | imię i nazwisko    | okres pełnienia służby | kolejne stanowisko |
| -------- | ------------------ | ---------------------- | ------------------ |
| komisarz | Marian Bielawski   |                        |                    |
| komisarz | Wiktor Skrzypek    |                        |                    |
| komisarz | Leopold Wilczyński |                        |                    |

## Formowanie i zmiany organizacyjne
Z dniem 15 stycznia 1928 roku w ramach Inspektoratu SC w Piaśnikach, powołany został komisariat Straży Celnej „Dąbrówka Wielka”. Przejął on z rozwiązywanego komisariatu „Łagiewniki” placówki: „Biały Szarlej” i „Maciejkowice”. Z komisariatu SC Tarnowskie Góry przejął placówki: „Buchacz” i „Szarlej”. W wyniku kolejnych reorganizacji, placówki „Biały Szarlej” i „Maciejkowice” połączono w jedną z miejscem postoju w Brzezinach Śląskich. Przy komisariacie sformowano też odwód – przyszłą placówkę II linii. Poza tym w urzędach celnych: Bytom Dworzec Główny, Bytom Stadtwald, Karf, Wiktor, Buchacz, Szarlej, Samulelsgluck, i Brzeziny utworzono placówki pomocnicze. W lutym siedzibę komisariatu i placówkę II linii przeniesiono do Kamienia.
Rozporządzeniem Prezydenta Rzeczypospolitej Polskiej Ignacego Mościckiego z 22 marca 1928 roku, do ochrony północnej, zachodniej i południowej granicy państwa, a w szczególności do ich ochrony celnej, powoływano z dniem 2 kwietnia 1928 roku  Straż Graniczną. Do 1928 w Dąbrówce funkcjonował komisariat Straży Celnej „Dąbrówka Wielka”. Rozkazem nr 4 z 30 kwietnia 1928 roku w sprawie organizacji Śląskiego Inspektoratu Okręgowego dowódca Straży Granicznej gen. bryg. Stefan Pasławski przydzielił komisariat „Kamień” do Inspektoratu Granicznego nr 15 „Królewska Huta” i określił jego strukturę organizacyjną. 
Rozkazem nr 10 z 5 listopada 1929 roku w sprawie reorganizacji Śląskiego Inspektoratu Okręgowego komendant Straży Granicznej płk Jan Jur-Gorzechowski określił numer i potwierdził strukturę komisariatu. Rozkazem nr 1 z 25 lutego 1932 roku w sprawach organizacyjnych komendant Straży Granicznej płk Jan Jur-Gorzechowski utworzył placówka II linii „Będzin”.
Rozkazem nr 2 z 24 sierpnia 1933 roku w sprawach zmian etatowych, przydziałów oraz utworzenia placówek', komendant Straży Granicznej płk Jan Jur-Gorzechowski przeniósł siedzibę komisariatu i placówkę II linii z Kamienia do Szarleja. Tym samym rozkazem utworzył placówkę I linii „Brzozowice”.
Rozkazem nr 3 z 23 czerwca 1934 roku w sprawach [...] tworzenia i zniesienia posterunków informacyjnych, komendant Straży Granicznej płk Jan Jur-Gorzechowski przeniósł siedzibę placówki „Buchacz” do Rojcy.
Rozkazem nr 1 z 27 marca 1936 roku  w sprawach [...] zmian w niektórych inspektoratach okręgowych, Komendant Straży Granicznej płk Jan Jur-Gorzechowski zmienił nazwę komisariatu na „Piekary Ślaskie”.

## Służba graniczna
W dniu 1 września 1929 roku przeniesiono biura komisariatu do budynku gminnego przy ulicy Głównej 159. 1 maja 1933 lokal komisariatu i placówkę II linii przeniesiono do Szarleja ul. Piekarska 34. Długość ochranianego odcinka granicy państwowej wynosiła 12 650 metrów.
Sąsiednie komisariaty
- komisariat Straży Granicznej „Tarnowskie Góry” ⇔ komisariat Straży Granicznej „Lipiny” − 1928 i 1929

## Funkcjonariusze komisariatu
| Kierownicy/komendanci komisariatu | Kierownicy/komendanci komisariatu | Kierownicy/komendanci komisariatu | Kierownicy/komendanci komisariatu |
| stopień                           | imię i nazwisko                   | okres pełnienia służby            | kolejne miejsce pracy             |
| --------------------------------- | --------------------------------- | --------------------------------- | --------------------------------- |
| komisarz SC                       | Leopold Wilczyński                | 15 I 1928 – 30 IV 1928            | do Knurowa                        |
| podkomisarz                       | Bolesław Pawłowski                | 30 IV 1928–18 IX 1928             | do Tarnowskich Gór                |
| podkomisarz                       | Aleksander Chmura                 | 18 IX 1928–29 IX 1929             | do wywiadu przy IO Katowice       |
| komisarz                          | Janusz Pawłowski                  | 29 IX 1929–22 I 1931              | IG Hajduki Nowe                   |
| podkomisarz                       | Marceli Raczyński                 | 22 I 1931–8 V 1932                | komisariat Grajewo                |
| nadkomisarz                       | Mieczysław Tura                   | 8 V 1932–1933                     | w stan spoczynku                  |
| komisarz                          | Wacław Będzikowski                | 20 III 1933–10 X 1935             | do Wolsztyna                      |
| podkomisarz                       | Józef Flasza                      | 10 X 1935 – był XI 1937           |                                   |
| Zastępcy komendanta komisariatu   |                                   |                                   |                                   |
| starszy strażnik                  | Józef Stępień                     | 1 V 1939 –                        |                                   |

## Struktura organizacyjna
Organizacja komisariatu w kwietniu 1928 i w listopadzie 1929:
- 1/15 komenda − Kamień
- placówka Straży Granicznej I linii „Buchacz”
- placówka Straży Granicznej I linii „Szarlej” → w 1936 przemianowana na „Piekary Śląskie”
- placówka Straży Granicznej I linii „Brzeziny”
- placówka Straży Granicznej II linii „Kamień” → w 1933 przeniesiona do Szarleja → w 1936 przemianowana na „Piekary Śląskie”